# Leiosporoceros dussii
Leiosporoceros dussii là một loài rêu trong họ Leiosporocerotaceae. Loài này được Stephani Hässel de Menéndez mô tả khoa học đầu tiên năm 1986. Đây là loài duy nhất trong lớp Leiosporocerotopsida, nó được tách ra từ Anthocerotopsida.